# Maksim Tarasov
Maksim Vladimirovič Tarasov (in russo Максим Владимирович Тарасов?; Jaroslavl', 2 dicembre 1970) è un ex astista russo, fino al 1991 sovietico, campione olimpico, mondiale ed europeo della specialità.
Fa parte del ristretto club dei 6 metri.

## Biografia
Dopo il titolo olimpico a Barcellona 1992, sigillò la sua carriera con quello mondiale di Siviglia 1999, con tanto di record dei campionati a 6,02 m. L'anno precedente era stato campione europeo a Budapest 1998.

## Record nazionali

### Seniores
- Salto con l'asta: 6,05 m ( Atene, 16 giugno 1999)
- Salto con l'asta indoor: 6,00 m ( Budapest, 5 febbraio 1999)

## Progressione

### Salto con l'asta outdoor
Tarasov è stato presente per ben 13 stagioni consecutive (dai 19 ai 31 anni) nella top 25 mondiale all'aperto.
| Stagione | Risultato | Luogo      | Data      | Rank. Mond. |
| -------- | --------- | ---------- | --------- | ----------- |
| 2001     | 5,75 m    | Nizza      | 9-7-2001  | 22º         |
| 2000     | 5,90 m    | Sydney     | 29-9-2000 | 7º          |
| 1999     | 6,05 m    | Atene      | 16-6-1999 | 1º          |
| 1998     | 5,95 m    | Mosca      | 5-9-1998  | 4º          |
| 1997     | 6,00 m    | Fukuoka    | 13-9-1997 | 2º          |
| 1997     | 6,00 m    | Nizza      | 16-7-1997 | 2º          |
| 1996     | 5,90 m    | Milano     | 7-9-1996  | 11º         |
| 1996     | 5,90 m    | Nizza      | 10-7-1996 | 11º         |
| 1995     | 5,90 m    | Zurigo     | 16-8-1995 | 5º          |
| 1994     | 5,90 m    | Mosca      | 31-7-1994 | 7º          |
| 1993     | 5,90 m    | Bruxelles  | 3-9-1993  | 4º          |
| 1993     | 5,90 m    | Oslo       | 10-7-1993 | 4º          |
| 1993     | 5,90 m    | Århus      | 1-7-1993  | 4º          |
| 1993     | 5,90 m    | Roma       | 9-6-1993  | 4º          |
| 1992     | 5,90 m    | Mosca      | 24-6-1992 | 5º          |
| 1992     | 5,90 m    | Parigi     | 4-6-1992  | 5º          |
| 1991     | 5,85 m    | Tokyo      | 29-8-1991 | 6º          |
| 1991     | 5,85 m    | Kiev       | 11-7-1991 | 6º          |
| 1990     | 5,85 m    | Bratislava | 20-6-1990 | 4º          |
| 1989     | 5,80 m    | Brjansk    | 14-7-1989 | 9º          |
| 1988     | 5,60 m    | Sudbury    | 28-7-1988 | -           |
| 1988     | 5,60 m    | Sudbury    | 28-7-1988 | -           |
| 1987     | 5,40 m    | L'Avana    | 21-8-1987 | -           |
| 1986     | 5,00 m    | -          | -         | -           |

## Palmarès
| Anno                                      | Manifestazione    | Sede       | Evento           | Risultato | Prestazione | Note                  |
| ----------------------------------------- | ----------------- | ---------- | ---------------- | --------- | ----------- | --------------------- |
| In rappresentanza dell' Unione Sovietica  |                   |            |                  |           |             |                       |
| 1988                                      | Mondiali juniores | Sudbury    | Salto con l'asta | Argento   | 5,60 m      |                       |
| 1989                                      | Europei juniores  | Varaždin   | Salto con l'asta | Oro       | 5,60 m      |                       |
| 1991                                      | Mondiali          | Tokyo      | Salto con l'asta | Bronzo    | 5,85 m      |                       |
| In rappresentanza della Squadra Unificata |                   |            |                  |           |             |                       |
| 1992                                      | Giochi olimpici   | Barcellona | Salto con l'asta | Oro       | 5,80 m      |                       |
| In rappresentanza della Russia            |                   |            |                  |           |             |                       |
| 1993                                      | Mondiali          | Stoccarda  | Salto con l'asta | Bronzo    | 5,80 m      |                       |
| 1995                                      | Mondiali indoor   | Barcellona | Salto con l'asta | 7º        | 5,60 m      |                       |
| 1995                                      | Mondiali          | Göteborg   | Salto con l'asta | Argento   | 5,86 m      |                       |
| 1997                                      | Mondiali indoor   | Parigi     | Salto con l'asta | Bronzo    | 5,80 m      |                       |
| 1997                                      | Mondiali          | Atene      | Salto con l'asta | Argento   | 5,96 m      |                       |
| 1998                                      | Europei           | Budapest   | Salto con l'asta | Oro       | 5,81 m      |                       |
| 1999                                      | Mondiali          | Siviglia   | Salto con l'asta | Oro       | 6,02 m      | Record dei campionati |
| 2000                                      | Giochi olimpici   | Sydney     | Salto con l'asta | Bronzo    | 5,90 m      |                       |

## Altre competizioni internazionali
1993
- Bronzo alle IAAF Grand Prix Final ( Londra), salto con l'asta - 5,80 m

1995
- Bronzo alle IAAF Grand Prix Final ( Monaco), salto con l'asta - 5,80 m

1996
- Oro alle IAAF Grand Prix Final ( Milano), salto con l'asta - 5,90 m

1997
- Argento alle IAAF Grand Prix Final ( Fukuoka), salto con l'asta - 6,00 m

1998
- Oro alle IAAF Grand Prix Final ( Mosca), salto con l'asta - 5,95 m
- Oro in Coppa del mondo ( Johannesburg), salto con l'asta - 5,85 m

1999
- Oro alle IAAF Grand Prix Final ( Monaco di Baviera), salto con l'asta - 5,85 m